# 安德魯·湯瑪斯·米魯古
 安德魯·湯瑪斯·米魯古（英語：Andrew Thomas Mlugu，1995年11月12日—）為坦尚尼亞男子柔道運動員。他參加2016年夏季奧林匹克運動會柔道比賽73公斤級賽事，在第二輪敗給傑克·班斯提特。他也為開幕典禮坦尚尼亞入場的掌旗官。